# Głazista Turnia
Głazista Turnia (1949 m) – największa z kilku dolomitowo-wapiennych turni w południowej, silnie postrzępionej grani Ciemniaka (tzw. Stoły), należącego do grupy Czerwonych Wierchów w Tatrach Zachodnich. Grań ta stanowi fragment grani głównej Tatr i przebiega po niej granica polsko-słowacka. Głazista Turnia wznosi się pomiędzy wybitną Tomanową Przełęczą (1685 m) i płytką Małą Przełączką (1916 m), ponad Świstówką Liptowską od wschodu i Doliną Tomanową od zachodu. Od Głazistej Turni we wschodnim kierunku (a dokładniej południowo-wschodnio-wschodnim) odchodzi boczna, krótka odnoga o mało stromej grani, za to stromych bocznych ścianach. Zakończenie tej odnogi opada do progu Świstówki Liptowskiej ścianą o wysokości ok. 80 m.
Głazista Turnia nie jest udostępniona turystycznie do zwiedzania.

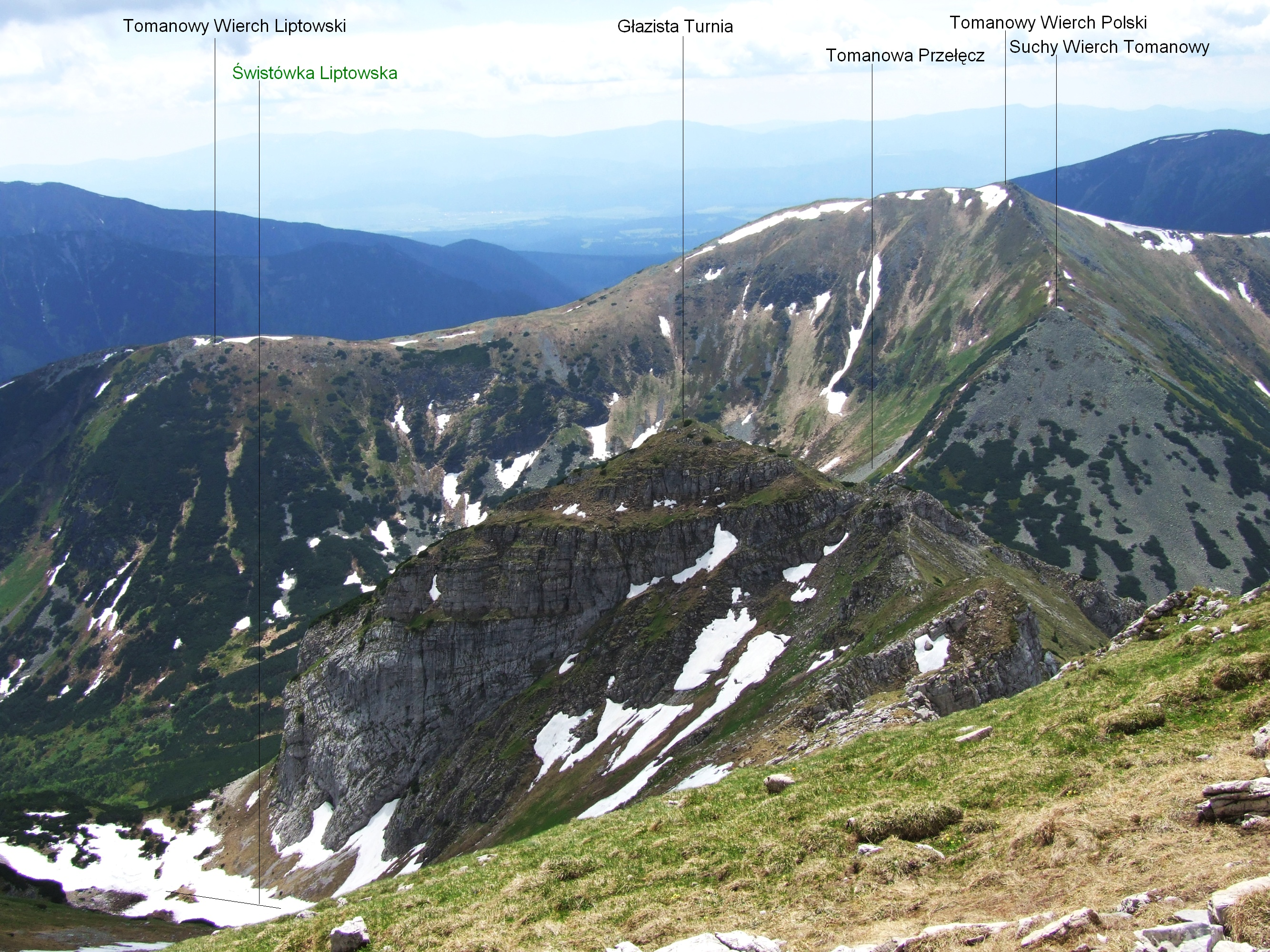
Widok z Ciemniaka